# Park Popowicki
Park Popowicki (Polana Popowicka, Eichenpark) – to park we Wrocławiu położony w obrębie osiedla Popowice, na południowym, lewym brzegu rzeki Odra. Teren parku zajmuje 16,5 ha powierzchni. Park ograniczony jest od północy niewielkim terenem ogrodów działkowych i bocznicy kolejowej biegnącej do portu rzecznego, za którymi przepływa Odra. Od wschodu ograniczony jest przez linię kolejową nr 271 (w tym rejonie znajduje się stacja kolejowa Wrocław Popowice), od zachodu obszarem dawnego Portu Popowice, a na południu położona jest miejska zabudowa mieszkaniowa Popowic i przebiega ulica Popowicka. Park znajduje się pod opieką Zarządu Zieleni Miejskiej we Wrocławiu.
Nazwa własna Park Popowicki została nadana temu obszarowi zieleni miejskiej odpowiednią uchwałą Rady Miejskiej Wrocławia z dnia 9 października 1993 roku nr LXXI/454/93 w sprawie nazw parków i terenów leśnych istniejących we Wrocławiu.
Podczas wielkiej powodzi z 1997 roku park został zalany wodami Odry i uległ znacznemu zniszczeniu. W latach późniejszych został odbudowany. W parku znajduje się okaz dębu błotnego Quercus palustris. Zbudowano także plac zabaw dla dzieci, siłownię na wolnym powietrzu. Przed wojną istniał tu budynek wybudowany w 1907 roku (zaprojektowany przez Karla Klimma), w którym znajdowała się przebieralnia i magazyn sprzętu sportowego, później (około 1910 roku) przekształcony w salę gimnastyczną.